# Prambanan
Prambanan ili Rara Džongrang je hinduistički hram iz 9. veka u Specijalnom regionu Jogjakarta, Indonezija, posvećen Trimurtiju, izrazu Boga kao stvoritelja (Brahma), očuvara (Višnu) i razarača (Šiva). Hram se nalazi oko 17 km (11 mi) severoistočno od grada Jogjakarta na granici između provincija Centralna Java i Jogjakarta.
Ovaj hramski kompleks, koji je pod zaštitom uneska kao lokacija svetskog nasleđa, najveći je hinduistički hram u Indoneziji i drugi po veličini u jugoistočnoj Aziji. On je karakterisan visokom i šiljasta arhitektura, tipičnom za hinduističku arhitekturu, i centralnom zgradom visine 47 m (154 ft) unutar velikog kompleksa pojedinačnih hramova. Prambanan privlači brojne posetioce iz celog sveta.

## Istorija

### Izgradnja
Hram Prambanan je najveći hinduistički hram drevne Jave, i prva građevina završena sredinom 9. veka. Verovatno ga je započeo Rakaj Pikatan kao odgovor hinduističke dinastije Sanjaja na obližnje hramove Borobudur i Sevu budističke dinastije Sajlendra. Istoričari sugerišu da je izgradnja Prambanana verovatno trebala da obeleži povratak hinduističke dinastije Sanjaja na vlast u Centralnoj Javi nakon skoro jednog veka dominacije budističke dinastije Sajlendra. Izgradnja ovog masivnog hinduističkog hrama označava da je dvor Medanga preusmerio svoje pokroviteljstvo sa mahajanskog budizma na šivitski hinduizam.
Hram je na tom mestu oko 850. godine p. n. e. sagradio Rakaj Pikatan, a kralj Lokapala i Balitung Maha Sambu, kralj Sandžajski kralj Mataramske kraljevine, su ga proširili. Prema jednom Šivagrha natpisu iz 856. godine, hram je sagrađen u čast Gospoda Šive, a njegovo prvobitno ime je bilo Šiva-grha (kuća Šive) ili Šiva-laja (carstvo Šive). Prema Šivagrha natpisu, tokom izgradnje hrama preduzet je javni vodotočni projekat za promenu toka reke u blizini hrama Šivagrha. Reka, identifikovana kao reka Opak, sada teče od severa ka jugu na zapadnoj strani hramskog kompleksa Prambanan. Istoričari sugerišu da je prvobitno reka bila zakrivljena dalje prema istoku i da se smatralo da je preblizu glavnom hramu. Projekat je urađen presecanjem reke duž ose sever-jug duž spoljnog zida kompleksa hrama Šivagrha. Nekadašnji rečni tok je ispunjen i izravnan da bi se stvorio širi prostor za proširenje hrama, prostor za redove pervara (komplementarnih) hramova.
Neki arheolozi pretpostavljaju da je statua Šive u garbhagrihi (centralnoj komori) glavnog hrama napravljena po uzoru na kralja Balitunga, služeći kao prikaz njegovog obogotvorenog lika nakon smrti.
Hram je prošilo više uzastopnih Mataramskih kraljeva, kao što su Daksa i Tulodong, dodavanjem stotina hramova pervara oko glavnog hrama. Sa glavnom kulom prasada koja se uzdizala do 47 metara visine, prostrani ograđeni hramski kompleks koji se sastoji od 240 građevina. Hram Šivagrha Trimurti bio je najviši i najveći u svoje vreme. Ovaj hramski kompleks je najveći hinduistički hram u drevnoj Javi, i nijedan drugi javanski hram nikada nije nadmašio njegove razmere. Prambanan je služio kao kraljevski hram Kraljevstva Mataram, u kojem se sprovodila većina državnih verskih ceremonija, a žrtavovanja us sprovođena u blizini. Na vrhuncu kraljevstva, naučnici procenjuju da je stotine bramana sa svojim učenicima živelo unutar spoljnog zida hramskog kompleksa. Urbani centar i dvor Matarama nalazili su se u blizini, na Prambanan ravnici.

### Napuštanje
Tokom 930-ih Mpu Sindok je dvor premestio u Istočnu Javu, i uspostavio je dinastiju Isjana. Erupcija vulkana Merapi, smeštenog severno od Prambanana u centralnoj Javi, ili borba za prevlast verovatno su prouzrokovali promenu. To je označilo početak propadanja hrama. Ubrzo je napušten i počeo je da propada.
Brojni hramovi su se srušili tokom velikog zemljotresa u 16. veku. Iako je hram prestao da bude važno središte bogosluženja, ruševine rasute oko tog područja i dalje su bile prepoznatljive i poznate lokalnom javanskom narodu u kasnijim vremenima. Kipovi i ruševine postali su tema i inspiracija za narodnu priču Rara Jongrang. Nakon podele Mataramskog sultanata 1755. godine, ruševine hrama i reka Opak korišćene su za određivanje granice između Jogjakartskog i Surakartskog (Solo) sultanata, koja je usvojena i kao današnja granica između Jogjakarte i provincije Centralna Java.

### Ponovno otkriće
Javanski meštani u okolnim selima znali su za ruševine hrama pre formalnog ponovnog otkrića, ali nisu znali za njegovu istorijsku pozadinu: koja su kraljevstva vladala ili koji je kralj pokrenuo izgradnju spomenika. Kao rezultat toga, lokalno stanovništvo je razvilo priče i legende kako bi objasnilo poreklo hramova, prožete mitovima o džinovima i prokletoj princezi. Prambananu i Sevuu dali su čudesno poreklo; za njih je rečeno u legendi Rara Jongrang da ih je stvorilo mnoštvo demona po zapovesti Bandung Bondovosa.
Hram je privukao međunarodnu pažnju početkom 19. veka. Godine 1811, tokom kratkotrajne britanske okupacije Holandske istočne Indije, Kolin Makenzi, geodet u službi ser Tomasa Stamforda Raflesa, slučajno je naišao na hramove. Iako je ser Tomas naknadno naručio potpuno istraživanje ruševina, one su decenijama ostale zanemarene. Holandski stanovnici koristili su skulpture kao baštenske ukrase, a autohtoni seljani su kamen koristili kao građevinski materijal.
Nepotpuna iskopavanja arheologa tokom 1880-ih olakšala su pljačku. Holanđani su 1918. započeli rekonstrukciju kompleksa i pravilnu restauraciju tek 1930. godine. Napori na restauraciji traju do danas. Rekonstrukcija glavnog hrama Šive završena je oko 1953. godine, a svečano ga je otvorio Sukarno. Budući da je znatan deo originalnih kamenih zidova ukraden i ponovo korišten na udaljenim gradilištima, restauracija je bila znatno otežana. S obzirom na razmere hramskog kompleksa, vlada je odlučila da obnovi svetilišta samo ako je bilo dostupno najmanje 75% njihovog prvobitnog građevinskog materijala. Većina manjih svetilišta sada je vidljiva samo u njihovim temeljima, bez planova za njihovu obnovu.

### Rekonstrukcija
Godine 1918, holandska kolonijalna vlada je započela rekonstrukciju kompleksa, međutim pravilna restauracija je počela tek 1930. Zbog velikog obima i velikog broja hramova, napori na restauraciji traju i danas. Do 1930-ih, projekat rekonstrukcije Arheološke službe Holandske Istočne Indije uspešno je restaurirao dva apita (bočna) hrama u centralnom dvorištu i dve manje pervare ilipomoćna hrama. U rekonstrukciji je korišćena metoda anastiloze, kojom se porušeni hram obnavlja korišćenjem originalnih kamenih blokova što je više moguće.
Napori za obnovu bili su ometeni ekonomskom krizom 1930-ih, i konačno su potpuno prestali zbog izbijanja Pacifičkog rata u Drugom svetskom ratu (1942-1945) i kasnije Indonežanske nacionalne revolucije (1945-1949). Nakon rata, rekonstrukcija hrama je nastavljena 1949. godine, uprkos tome što su mnogi tehnički crteži i fotografije oštećeni ili izgubljeni tokom rata. Rekonstrukcija glavnog hrama Šive završena je 1953. godine i svečano ju je otvorio prvi predsednik Indonezije Sukarno.
Indonežanska vlada je nastavila napore za rekonstrukciju da bi završila kompleks hrama. Brahma hram je rekonstruisan između 1978. i 1987. Dok je hram Višnu obnavljan od 1982. do 1991. godine.‍:28 Vahana hramovi istočnih redova i neka manja svetilišta su završeni od 1991. do 1993. godine. Podignuti su i završeni čitavi visoki glavni hramovi centralne zone Prambanana, koje je istovremeno otvorio predsednik Suharto zajedno sa inauguracijom centralnog hrama Sevu u blizini.

## Galerija

### Galerija reljefa
- Prikaz boga Lokapala na Šivinom hramu
- Prikaz Devata i Apsarasa
- Ugaoni antefiks isklesan kao Kalina glava
- Balarama razdvaja Kalijine vilice.
- Krišna otkda noge svog opakog ujaka, Kamse.

### Galerija Prambanana
- Glavni hrama posvećen Šivi
- Višnuov hram
- Gramanski hram
- Nandjev hram
- Brahmanska statua
- Statua Višne
- Statua Ganeše

## Literatura
- Ariswara, third edition  (English translation by Lenah Matius) Prambanan. 1993. ISBN 979-8114-57-4., Intermasa, Jakarta,
- Bernet Kempers, A.J. (1959) Ancient Indonesian art Cambridge, Mass. Harvard University Press.
- Dumarcay, Jacques. (1989) (Edited and translated by Michael Smithies) The temples of Java, Singapore: Oxford University Press.
- Holt, Claire (1967) Art in Indonesia: Continuities and change Ithaca, N.Y. Cornell University Press.
- Jordaan, Roy https://web.archive.org/web/20120319200224/http://www.iias.nl/iiasn/iiasn6/southeas/jordaan.html Prambanan 1995: A Hypothesis Confirmed
- Kak, S. (2011) Space and order in Prambanan. In M. Gupta (ed.) From Beyond the Eastern Horizon: Essays in honour of Professor Lokesh Chandra. Aditya Prakashan, Delhi.  Архивирано на веб-сајту  (3. октобар 2020)
- Leemans, C (1855). Javaansche tempels bij Prambanan. BKI, vol.3. pp. 1–26
- ISC (2015), ISC-GEM Global Instrumental Earthquake Catalogue (1900–2009), Version 2.0, International Seismological Centre
- Murakami, H.; Pramitasari, D.; Ohno, R. (2008). Human casualty and damage distribution in relation to seismic intensity in the 2006 Central Java earthquake in Indonesia (PDF). The 14th World Conference on Earthquake Engineering, October 12–17, 2008, Beijing, China.
- National Geophysical Data Center / World Data Service (NGDC/WDS) (1972), Significant Earthquake Database (Data Set), National Geophysical Data Center, National Oceanic and Atmospheric Administration, doi:10.7289/V5TD9V7K
- USGS (4. 9. 2009), PAGER-CAT Earthquake Catalog, Version 2008_06.1, United States Geological Survey
- CGI (2006), Preliminary Damage and Loss Assessment – Yogyakarta and Central Java Natural Disaster (PDF), The 15th Meeting of The Consultative Group on Indonesia, Jakarta, June 14, 2006
- Elnashai, A. S.; Jig Kim, S.; Jin Yun, G.; Sidarta, D. (2006), The Yogyakarta Earthquake of May 27, 2006 (PDF), MAE Center Report No. 07-02, Mid-America Earthquake Center, Newmark Civil Engineering Lab, University of Illinois at Urbana–Champaign
- Karnawati, D.; Pramumijoyo, S.; Hussein, S.; Anderson, R.; Ratdomopurbo, A. (2007), „Geological Influence on the Site Response of Bantul Earthquake at Yogyakarta Special Province, Indonesia”, AGU Spring Meeting Abstracts, Spring Meeting 2007, abstract #S31C-02, 31: S31C—02, Bibcode:2007AGUSM.S31C..02K
- Kartapranata, Gunawan; Inigopatria, Septa; Junior, Emille (2015-04-20), „Candi Sewu Mandala Suci Manjusrigrha”, Harian Kompas via Youtube, Приступљено 2018-09-08
- Schliesinger, Joachim (2016). Origin of Man in Southeast Asia 5: Part 2; Hindu Temples in the Malay Peninsula and Archipelago. Booksmango. стр. 7. ISBN 9781633237308.
- Coedès, George (1968).  Walter F. Vella, ур. The Indianized States of Southeast Asia. trans.Susan Brown Cowing. University of Hawaii Press. ISBN 978-0-8248-0368-1.